# 韓肫仁
韩肫仁（？—？），字伯伦，號經宇，山西澤州沁水縣人。

## 生平
万历二十八年（1600年）庚子科山西乡试举人，四十一年（1613年）癸丑科進士，吏部觀政，四十六年四月授大理寺评事，殚心讯牒，每于死中求生而平反之。由寺副歴寺正，凡三年，天啓二年（1622年）升青州知府，除供亿，兴学校，清滞狱，掷黠吏，抑豪右，开水田，惩左道，兴利除弊，事事修举。适白莲教聚徒数千，有欲借以邀功者，肫仁不可，止捕首恶抵法，馀解散。尝摄道篆，钩馀数百金悉贮库，管库者以例请，肫仁曰：若知取羡例耶？不知不取羡，吾例也！严叱之。旌节孝，礼士夫，吏畏民怀。适仲弟讣至，一痛几絶，日夜悲思，曰：人四体而失其二，何能身？遂上书告终养，解绶归，青老幼牵衣填道，不忍舍。抵家旬月，乃下褒章，准以副使职衔终养，寻奉旨旌其门曰“节孝”。所著有《养中养才类编》。

## 家族
曾祖韓守和。祖父韓佑，寿官。父韓俊，儒官。